# بواتا
بواتا (به لاتین: Bevata) یک منطقهٔ مسکونی در ماداگاسکار است که در ونگایندرانو واقع شده‌است. بواتا ۱۱٬۰۰۰ نفر جمعیت دارد و ۱۳۶ متر بالاتر از سطح دریا واقع شده‌است.